# 125 (število)
125 (stó pétindvájset) je naravno število, za katero velja 125 = 124 + 1 = 126 - 1.

## V matematiki
- sestavljeno število.
- tretje Friedmanovo število {\displaystyle 125=5^{1+2}\,\!}.
- peto kubično število {\displaystyle 125=5^{3}\,\!}.
- 125 lahko zapišemo kot vsoto kvadratov dveh števil na dva načina: {\displaystyle 125=11^{2}+2^{2}=10^{2}+5^{2}\,\!}.

## Drugo

### Leta
- 125 pr. n. št.
- 125, 1125, 2125